# Gaviões da Pajuçara
O Grêmio Recreativo Escola de Samba Gaviões da Pajuçara é uma escola de samba da cidade de Maceió, no estado de Alagoas. Sagrou-se campeã em quatro oportunidades, sendo vice-campeã em outra.

## História
Fundada em 2000, a Gaviões da Pajuçara é composta de aproximadamente 600 componentes.
Em sua estréia, em 2001, fez uma homenagem a Teotônio Vilela, com o tema "Teotônio, o Guerreiro da Paz".
Em 2006, a escola entrou na avenida com o tema "A Nobre Dama do Povo", homenageando a  vice-prefeita de Maceió Lourdinha Lyra. No ano seguinte, o enredo "Netinho Mensageiro da Ilusão" prestou homenagem ao fundador da escola.
Em 2008, seu enredo homenageou o folclorista Ranilson França. O enredo de 2009, "Delmiro Gouveia, Mauá do Sertão", tratou do industrial cearense Delmiro Augusto da Cruz Gouveia, que edificou a usina hidroelétrica da cachoeira do Angiquinho em Paulo Afonso, a primeira hidrelétrica do Nordeste do Brasil. A Gaviões da Pajuçara foi a campeã do carnaval de 2009.
Homenageou em 2011 o município de Marechal Deodoro, sendo vice-campeã.

## Segmentos

### Presidentes
| Período      | Presidente                        | Ref. |
| ------------ | --------------------------------- | ---- |
| ?-?          | (antecessor)                      |      |
| ?-atualidade | José Hilton Lopes Feitosa (Prego) |      |

## Carnavais
| Ano  | Colocação     | Grupo | Enredo                                                                           | Carnavalesco                | Ref.                |
| ---- | ------------- | ----- | -------------------------------------------------------------------------------- | --------------------------- | ------------------- |
| 2001 | Não oficial   | I     | Teotônio, o Guerreiro da Paz                                                     |                             |                     |
| 2002 | Campeã        | I     | Teotônio, o Menestrel das Alagoas                                                | J Robertson                 |                     |
| 2003 | Campeã        | I     | A Sinfonia do Mar                                                                | J Robertson                 |                     |
| 2004 |               |       | Raízes de uma Terra Guerreira!                                                   | J Robertson                 |                     |
| 2005 |               |       | Saça Sampaio:Princesa da terra dos Xucurus                                       | J Robertson                 |                     |
| 2006 | Vice-campeã   | I     | A Nobre Dama do Povo                                                             | J Robertson e Nenêm Cabral  |                     |
| 2007 | Não oficial   | I     | Seu Netinho, Mensageiro da Ilusão                                                | J Robertson e Josiel Santos |                     |
| 2008 | Não oficial   | I     | Ranilson França, Folclorista Alagoano                                            | Josiel Santos               |                     |
| 2009 | Campeã        | I     | Delmiro Gouveia, Mauá do Sertão                                                  | Josiel Santos               |                     |
| 2011 | Vice-campeã   | Único | Mais de 400 anos de história na terra de Marechal, tem festa e tem carnaval      |                             | [ 8 ]               |
| 2014 | Campeã        | Único | Gaviões canta e conta a história de Mãe Neide                                    |                             | [ 9 ] [ 10 ] [ 11 ] |
| 2015 | Sem avaliação | Único | Faloni Tenório, da humildade à grandeza, a Gaviões mostra a história de um herói |                             | [ 12 ]              |